# کانون شعرهنگام

## معرفی کانون شعر هنگام

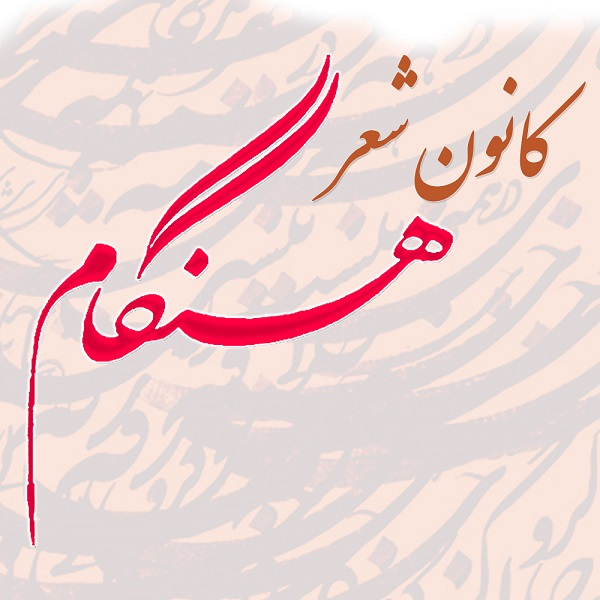
لوگوی کانون شعر هنگام

کانون شعر هنگام در تیرماه ۱۳۸۲ در فرهنگسرای سلامت(هنگام) شروع به فعالیت کرد و درسال ۱۳۸۴ با اخذ اولین مجوز از مرکز تشکل‌های مردم نهاد (سمن) سازمان فرهنگی هنری شهرداری تهران باعنوان "کانون شعر هنگام" فعالیت خود را تا امروز ادامه داده‌ است و هر سال با برگزاری مجمع و انتخابات، شورای مرکزی کانون تعیین و مجوز کانون صادر می‌شود.
اعضای هیئت مؤسّس کانون آقایان امیدرضا چاووشی، حامد امامیه و خانم ونوس رستمی در طول ۲۰ سال، همواره در شورای مرکزی عضو بوده‌اند و در سمت دبیر، مجری و کارشناس با رأی اعضای کانون فعالیت داشته‌اند.
همچنین اعضای کانون شعر هنگام را پیشکسوتان ادبی، شاعران، علاقمندان به شعر، ادبیات و اهل قلم تشکیل می‌دهند.
کلیه فعالیت ها، جلسات، همایش های کانون همواره در سالن آمفی تئاتر و سالن اجتماعات فرهنگسرای هنگام برگزار گردیده و تاکنون تعداد آنها به ۹۹۹ جلسه رسیده است.
تشکیل این کانون با اولویت پیشرفت و آموزش شاعران نوجوان و جوان، تکریم از پیشکسوتان فرهنگ و ادب بوده است.

## اهداف و رویکردها
- آموزش صحیح و اصولی نسل جوان در جهت اعتلای فرهنگ و ادب کشور

- برگزاری کارگاه های متنوع ادبی رایگان

- معرفی شاعران جوان و کتاب های چاپ‌ شده‌ی موفق به جامعه‌ی ادبی کشور

- کشف استعدادهای ادبی در سطح مدارس و دانشگاه‌ها

- تکریم و تجلیل از چهره استعدادهای ادبی در سطح شهر تهران

- مشورت و همفکری با پیشکسوتان

- تکریم و تجلیل از چهره های ادبی